# Анфим (Шивачев)
Митрополит Анфим (в миру Никола С. Шивачев; 21 ноября 1884, село Еникёй, провинция Фракия, Османская империя — 4 марта 1939, София) — епископ Болгарской православной церкви, митрополит Ловчанский, богослов.

## Биография
Родился в селе Еникёй (ныне Пашаэнидже, ил Эдирне, Турция), близ города Узункёпрю в провинции Фракия Османской империи. Начальное образование получил в родном селении и городе Узункёпрю, в гимназии Петра Берона в Одрине (ныне Эдирне), и — в 1902—1908 годах — в Цареградской духовной семинарии.
27 декабря 1906 года принял монашеский постриг с именем Анфим и был рукоположён во иеродиакона.
В 1908 году был рукоположён во иеромонаха и поступил на Богословский факультет Черновицкого университета в Австро-Венгрии, который окончил в 1912 году. Защитил докторскую диссертацию на тему «История аваров» (История на аварите) на историко-философском факультете того же университета в 1914 году.
По возвращении в Болгарию с 1914 по 1915 год преподавал в Софийской духовной семинарии.
В 1915 году был направлен в качестве протосинкелла в Струмицкую митрополию. Позже был назначен синодальным проповедником Врачанской епархии, в обязанности которого входило чтение проповедей в воскресные и праздничные дни в различных церквах епархии и наблюдение за проповеднической деятельностью епархиальных священнослужителей.
В 1917 году был возведён в сан архимандрита и назначен духовником и преподавателем болгарской истории и немецкого языка в военном училище Софии.
Занимал должности протосинкелла Софийской митрополии в 1918—1922 и 1928—1931 годах; настоятеля собора святого Александра Невского в Софии и болгарского железного храма Стефана Первомученика в Константинополе.
16 декабря 1926 года был назначен ректором духовного училища Бачковского монастыря.
19 июня 1931 года в храме-памятнике святого Александра Невского был хиротонисан в викарного епископа с титулом Траянопольский.
С ноября 1931 года по август 1936 года — ректор Софийской духовной семинарии.
С 16 августа 1936 года по 26 сентября 1937 года занимал должность Синодального инспектора и редактора журналов «Церковный вестник» и «Духовная культура».
Автор ряда ценных исследований по церковной истории, член Болгарского археологического, Болгарского исторического и Славянского обществ; Фракийского научного института и др.
26 сентября 1937 года избран, а 14 ноября того же года — настолован митрополитом Ловчанским.
Управлял епархией всего один год и три месяца, успев за это время объехать епархию, побывать во множестве затерянных деревушек и преподать Божие благословение всем. Был инициатором строительства нового кафедрального собора в Ловече.
Скоропостижно скончался 4 марта 1939 года в Софии. Был погребён у алтаря кафедрального храма Святой Троицы в Ловече.